# Адам Берт
Адам Лі Берт (англ. Adam Lee Burt; 15 січня 1969, м. Детройт, США) — американський хокеїст, захисник.
Виступав за «Норт-Бей Сентенніалс» (ОХЛ), «Бінгемтон Вейлерс» (АХЛ), «Гартфорд Вейлерс», «Спрингфілд Індіанс» (АХЛ), «Кароліна Гаррікейнс», «Філадельфія Флайєрс», «Атланта Трешерс».
В чемпіонатах НХЛ — 737 матчів (37+115), у турнірах Кубка Стенлі — 21 матч (0+1).
У складі національної збірної США учасник чемпіонатів світу 1993 і 1998 (12 матчів, 2+1). У складі молодіжної збірної США учасник чемпіонатів світу 1987 і 1989.